# Raymond Pellegrin
Raymond Pellegrin (Nizza, 1º gennaio 1925 – Garons, 14 ottobre 2007) è stato un attore francese.

## Biografia
I genitori erano proprietari del ristorante La Poularde a Nizza.
Durante la sua carriera, Pellegrin ha girato oltre 120 film, soprattutto in Francia, ma anche negli Stati Uniti e in Italia, dov'è apparso in diverse pellicole di genere poliziottesco, fra cui Italia a mano armata (1976), uno dei film della trilogia del commissario Betti, interpretato da Maurizio Merli. Ha avuto come maestri Marcel Pagnol e Sacha Guitry e ha anche girato molti film noir, tra cui Tutte le ore feriscono... l'ultima uccide (1966), diretto da Jean-Pierre Melville.
La sua voce, definita da Dominique Zardi come la più bella del cinema francese, è stata utilizzata (sia pure non accreditata nei titoli) per il doppiaggio di Jean Marais nel personaggio di Fantômas in tre film diretti da André Hunebelle.

## Vita privata
È stato sposato due volte, entrambe con attrici: dalla prima moglie Dora Doll, sposata nel 1949, ebbe una figlia, Danielle. Dopo il divorzio nel 1955 dalla Doll, nel 1962 si risposò con Gisèle Pascal, da cui ebbe un'altra figlia, Pascale, anch'essa attrice.

## Filmografia

### Cinema
- Six petites filles en blanc, regia di Yvan Noé (1943)
- Marie la Misère, regia di Jacques de Baroncelli (1945)
- Naïs, regia di Raymond Leboursier (1945)
- Jericho, regia di Henri Calef (1946)
- La Femme en rouge, regia di Louis Cuny (1947)
- Duello senza fine (Un flic), regia di Maurice de Canonge (1947)
- Le Diamant de cent sous, regia di Jacques-Daniel Norman (1948)
- Le Clochard milliardaire, regia di Léopold Gomez (1951)
- Coupable?, regia di Yvan Noé (1951)
- Le Banquet des fraudeurs, regia di Henri Storck (1952)
- Siamo tutti assassini (Nous sommes tous des assassins), regia di André Cayatte (1952)
- Il frutto proibito (Le fruit défendu), regia di Henri Verneuil (1952)
- Manon delle sorgenti (Manon des sources), regia di Marcel Pagnol (1952)
- Trois femmes, regia di André Michel (1952)
- Testimone i mezzanotte (Le Témoin de minuit), regia di Dimitri Kirsanoff (1953)
- Le compagne della notte (Les compagnes de la nuit), regia di Ralph Habib (1953)
- Rabbia in corpo (La rage au corps), regia di Ralph Habib (1954)
- Les Intrigantes, regia di Henri Decoin (1954)
- Il grande giuoco (Le Grand Jeu), regia di Robert Siodmak (1954)
- Marchandes d'illusions, regia di Raoul André (1954)
- Il fuoco sotto la pelle (Le feu dans la peau), regia di Marcel Blistène (1954)
- La romana, regia di Luigi Zampa (1954)
- Les impures, regia di Pierre Chevalier (1954)
- Napoleone Bonaparte (Napoléon), regia di Sacha Guitry (1955)
- La giungla del peccato (Le crâneur), regia di Dimitri Kirsanoff (1955)
- Uomini in bianco (Les Hommes en blanc), regia di Ralph Habib (1955)
- 0/1327 dipartimento criminale (Chantage), regia di Guy Lefranc (1955)
- I tuoi occhi bruciano (La lumière d'en face), regia di Georges Lacombe (1955)
- La legge della strada (La loi des rues), regia di Ralph Habib (1956)
- X 3 operazione dinamite (Le Feu aux poudres), regia di Henri Decoin (1957)
- Fino all'ultimo (Jusqu'au dernier), regia di Pierre Billon (1957)
- Vacances explosives!, regia di Christian Stengel (1957) - non accreditato
- Vittoria amara (Bitter Victory), regia di Nicholas Ray (1957)
- La bestia muore due volte (La bonne tisane), regia di Hervé Bromberger (1958)
- Mimi Pinson, regia di Robert Darène (1958)
- El casco blanco, regia di Pedro Balaña (1959)
- Rapina all'alba (Ça n'arrive qu'aux vivants), regia di Tony Saytor (1959)
- Secret professionnel, regia di Raoul André (1959)
- L'invincibile della prateria (Chien de pique), regia di Yves Allégret (1960)
- L'imprevisto, regia di Alberto Lattuada (1961)
- La caméra explore le temps (1961, televisione, episodio Le drame de Sainte-Hélène)
- Uno sguardo dal ponte (Vu du pont), regia di Sidney Lumet (1962)
- La terribile notte (Horace 62), regia di André Versini (1962)
- Vento caldo di battaglia (Carillons sans joie), regia di Charles Brabant (1962)
- I misteri di Parigi (Les mystères de Paris), regia di André Hunebelle (1962)
- Venere imperiale, regia di Jean Delannoy (1963)
- La pappa reale (La bonne soupe), regia di Robert Thomas (1964)
- ...e venne il giorno della vendetta (Behold a Pale Horse), regia di Fred Zinnemann (1964)
- OSS 117 furia a Bahia (Furia à Bahia pour OSS 117), regia di André Hunebelle (1965)
- Le train bleu s'arrête 13 fois (1965, episodio Dijon: Premier courrier)
- Pitzutz B'Hatzot, regia di Hervé Bromberger (1966)
- Pattuglia anti gang (Brigade antigangs), regia di Bernard Borderie (1966)
- L'écharpe, regia di Abder Isker (1966)
- Tutte le ore feriscono... l'ultima uccide (Le deuxième souffle), regia di Jean-Pierre Melville (1966)
- Maigret a Pigalle, regia di Mario Landi (1966)
- L'uomo che valeva miliardi (L'homme qui valait des milliards), regia di Michel Boisrond (1967)
- Quanto costa morire, regia di Sergio Merolle (1968)
- Monte-Cristo 70 (Sous le signe de Monte-Cristo), regia di André Hunebelle (1968)
- Beatrice Cenci, regia di Lucio Fulci (1969)
- Un caso di coscienza, regia di Giovanni Grimaldi (1970)
- La mort des capucines, regia di Agnès Delarive (1971)
- Da parte degli amici: firmato mafia! (Le saut de l'ange), regia di Yves Boisset (1971)
- L'ultima rapina a Parigi (La part des lions), regia di Jean Larriaga (1971)
- L'odore delle belve (L'odeur des fauves), regia di Richard Balducci (1972)
- Abuso di potere, regia di Camillo Bazzoni (1972)
- Camorra, regia di Pasquale Squitieri (1972)
- L'onorata famiglia - Uccidere è cosa nostra, regia di Tonino Ricci (1973)
- Crescete e moltiplicatevi, regia di Giulio Petroni (1973)
- Requiem per un commissario di polizia (Un officier de police sans importance), regia di Jean Larriaga (1973)
- Il complotto (Le complot), regia di René Gainville (1973)
- Il marsigliese - Storia del re dello scasso (Le solitaire), regia di Alain Brunet (1973)
- Piedone lo sbirro, regia di Steno (1973)
- Viaggia, ragazza, viaggia, hai la musica nelle vene, regia di Pasquale Squitieri (1973)
- Il poliziotto è marcio, regia di Fernando Di Leo (1974)
- I guappi, regia di Pasquale Squitieri (1974)
- Uccidete l'agente Lucas (Die Antwort kennt nur der Wind), regia di Alfred Vohrer (1974)
- L'ambizioso, regia di Pasquale Squitieri (1975)
- L'uomo della strada fa giustizia, regia di Umberto Lenzi (1975)
- Change, regia di Bernd Fischerauer (1975)
- Paura in città, regia di Giuseppe Rosati (1976)
- Italia a mano armata, regia di Marino Girolami (1976)
- Puttana galera!, regia di Gianfranco Piccioli (1976)
- Spara ragazzo spara (Zerschossene Träume), regia di Peter Patzak (1976)
- Scandalo, regia di Salvatore Samperi (1976)
- Il colpo grosso del marsigliese (Quand la ville s'éveille), regia di Pierre Grasset (1977)
- Antonio Gramsci - I giorni del carcere, regia di Lino Del Fra (1977)
- Porci con la P.38, regia di Gianfranco Pagani (1978)
- Il bar del telefono (Le bar du téléphone), regia di Claude Barrois (1980)
- Bolero, regia di Claude Lelouch (1981)
- Plus beau que moi, tu meurs, regia di Philippe Clair (1982)
- Porca vacca, regia di Pasquale Festa Campanile (1982)
- Le Rose et le Blanc, regia di Robert Pansard-Besson (1982)
- Ronde de nuit, regia di Jean-Claude Missiaen (1984)
- Viva la vita (Viva la vie!), regia di Claude Lelouch (1984)
- Jubiabá, regia di Nelson Pereira dos Santos (1987)
- Don Bosco, regia di Leandro Castellani (1988)

### Televisione
- Madame Sans Gêne (1963)
- Mais n'te promène donc pas toute nue, regia di Jeannette Hubert (1978)
- Messieurs les ronds de cuir, regia di Daniel Ceccaldi (1978)
- On purge bébé (1979)
- Histoires de voyous: L'élégant (1979)
- La promessa, regia di Alberto Negrin – film TV (1979)
- Docteur Teyran (1980)
- Commissaire Moulin, episodio La bavure (1981)
- L'Homme de Hambourg (1981)
- Madame Sans-Gêne (1981)
- Le grand échiquier, episodio Tino Rossi: un demi-siècle de chanson (1981)
- Conrad Killian, le fou du désert, serie televisiva (1982)
- Le truqueur (1982)
- Plus beau que moi, tu meurs (1982)
- Les uns et les autres, miniserie televisiva (1983)
- Venise attendra (1983)
- I racconti del maresciallo, episodio Il barboncino bianco (1984)
- La bavure, miniserie televisiva (1984)
- Western di cose nostre (1984)
- Louisiana – miniserie TV (1984)
- Châteauvallon (1985)
- Naso di cane – film TV (1986)
- Nel gorgo del peccato – miniserie TV (1987)
- L'ombra nera del Vesuvio – miniserie TV (1987)
- Big Man (1988)
- Adorable Julia (1988)
- La Garçonne (1988)
- Der Leibwächter (1989)
- Jeanne d'Arc, le pouvoir de l'innocence (1989)
- Les enquêtes du commissaire Maigret (1990, episodio Maigret à New-York)
- Le triplé gagnant (1989-1992, otto episodi serie sul Commissaire Rocca)
- Rocca (1993-1995, quattro episodi serie sul Commissaire Rocca)
- Notes sur le rire (2002)
- Pagnol et compagnie (2005)
- On n'a pas tout dit (2007)

## Teatro
- Judas di Marcel Pagnol, regia dell'autore, Théâtre de Paris (1955)
- Le Zéro et l'infini di Sidney Kingsley, regia di André Villiers, Théâtre Antoine (1960)
- Les Petits Renards di Lillian Hellman, regia di Pierre Mondy, Théâtre Sarah Bernardt (1963)
- Hier à Andersonville di Alexandre Rivemale, regia di Raymond Rouleau, Théâtre de Paris (1966)
- L'Engrenage di Jean-Paul Sartre, regia di Jean Mercure, Théâtre de la Ville (1969)
- Boulevard Feydeau, dai lavori di Georges Feydeau: Feu la mère de madame, On purge bébé, regia di Raymond Gérome, Théâtre des Variétés (1978)
- Adorable Julia di Marc-Gilbert Sauvajon da Somerset Maugham, regia di Jean-Paul Cisife, Théâtre Hébertot (1987)

## Doppiatori italiani
- Pino Locchi in Vittoria amara, Uno sguardo dal ponte, Maigret a Pigalle, Abuso di potere, Il poliziotto è marcio, I guappi, L'uomo della strada fa giustizia, Don Bosco, Crescete e moltiplicatevi, L'ambizioso
- Giuseppe Rinaldi in Camorra, Piedone lo sbirro, Paura in città, Italia a mano armata
- Nando Gazzolo in Venere imperiale, ...e venne il giorno della vendetta
- Riccardo Cucciolla in La rabbia in corpo
- Arnoldo Foà in Il grande giuoco
- Bruno Persa in La romana
- Carlo Hintermann in Beatrice Cenci
- Giorgio Piazza in Un caso di coscienza
- Renzo Palmer in Da parte degli amici: firmato mafia!
- Ferruccio Amendola in Scandalo
- Gigi Reder in Big Man